# 贝戈瓦尔
贝戈瓦尔（Begowal），是印度旁遮普邦Kapurthala县的一个城镇。总人口9612（2001年）。

## 人口
该地2001年总人口9612人，其中男性4954人，女性4658人；0—6岁人口1162人，其中男673人，女489人；识字率66.67%，其中男性为69.32%，女性为63.85%。